# Internationaal Vocalisten Concours 's-Hertogenbosch

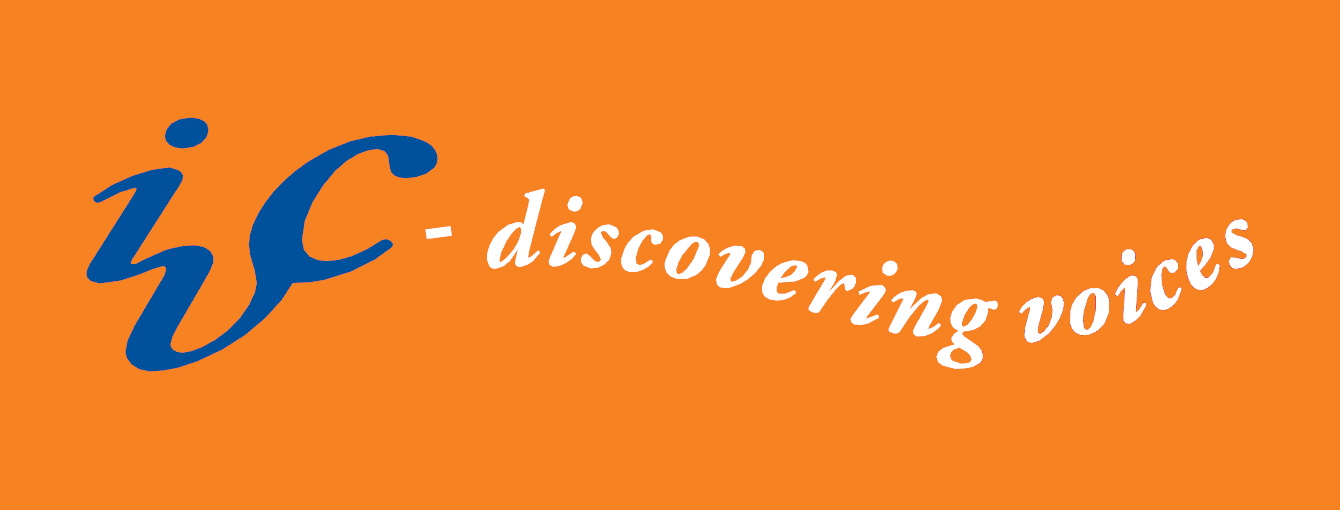
Logo

De International Vocal Competition 's-Hertogenbosch (IVC) is sinds 1954 het enige internationale klassieke zangconcours in Nederland dat zich naast opera en oratorium ook richt op lied. Daarnaast wordt veel aandacht besteed aan muziek uit de 20ste en 21ste eeuw en wordt er voor elk concours een verplichte compositieopdracht verstrekt. De IVC is een unieke instelling binnen de Podiumkunsten en nauw verbonden met de provincie Noord-Brabant en de stad 's-Hertogenbosch.
De IVC behoort tot de meest gerenommeerde concoursen ter wereld en is lid van de Federatie van Internationale Klassieke Muziekconcoursen (World Federation of International Music Competitions – WFIMC). De IVC is een pleitbezorger van vocale muziek in combinatie met het ontdekken van jong talent. Naast het opera- en concertrepertoire is er bijzondere aandacht voor het lied en oratorium. Het concours bevordert de carrière van jonge zangers door adviezen en presentatie aan jury’s, concertdirecties, casting directors, impresario’s, media en concert- en theaterpubliek. Van 2007 tot 2018 was mezzosopraan Annett Andriesen, zelf voormalig IVC prijswinnares, directeur van het concours; zij werd opgevolgd in 2018/2019 door Ivan van Kalmthout. Per 1 september 2023 is de Britse countertenor Andrew Watts aangesteld als Algemeen en Artistiek Directeur van de IVC.
Prijswinnaars in het verleden waren Elly Ameling, Measha Brueggergosman, Cora Burggraaf, John Bröcheler, Adèle Charvet, & Florian Caroubi, Viorica Cortez, Illeana Cotrubas, Ilse Eerens, Peter Gijsbertsen, Maria Fiselier, Andrew Haji, Thomas Hampson, Howard Haskin, Robert Holl, Nadine Koutcher Petra Lang, Yvonne Minton, Nelly Miricioiu, Jard van Nes, Jevgeni Nesterenko, Lenneke Ruiten, Rosanne van Sandwijk, Henk Smit, Elzbieta Szmytka, Sophie Koch, Pretty Yende, Hansung Yoo.
International Vocal Competition ’s-Hertogenbosch vierde in 2024 dat het 70 jaar geleden haar eerste concours organiseerde.
Van 25 - 28 september 2025 vindt de 58ste IVC Theatre in Song plaats in Theater aan de Parade in ’s-Hertogenbosch. 
Voor meer informatie: www.ivc.nu 

## IVC prijswinnaars
57ste IVC Opera Oratorium 2024
-         Grand Prix van de stad ’s-Hertogenbosch – 1e Prijs (€ 15.000) -  Cláudia Ribas – mezzosopraan (Portugal, 1993)
Beschikbaar gesteld door de Truus en Gerrit van Riemsdijk Stiftung               
-         Toonkunst Prijs – 2e Prijs (€ 7.500) -  Annabel Kennedy – mezzosopraan (Verenigd Koninkrijk, 1997)
Beschikbaar gesteld door de Maatschappij tot Bevordering der Toonkunst               
-         Staetshuys Fonds Prijs – 3e Prijs (€ 3.500) -  Madison Horman – sopraan (Nieuw-Zeeland, 1996)
Beschikbaar gesteld door Stichting Staetshuys Fonds               
-         Wagnerprijs Nederland (€3.000 plus € 2.000 beurs voor Wagnerstudies) - Cláudia Ribas – mezzosopraan (Portugal, 1993)
Beschikbaar gesteld door het Wagner Genootschap Nederland                
-         Jong Talent Prijs (€3.500) - Jasurbek Khaydarov – bas-bariton (Oezbekistan, 2001)
Beschikbaar gesteld door Stichting Herason                
-         Marianne Blok Prijs (€3.500) – voor de meest expressieve coloratuur-sopraan - Elisabeth Eunsoo Lee – sopraan (Zuid-Korea, 1995)
Beschikbaar gesteld door de Marianne Blok Foundation                
-         Van Amelsvoort Prijs (€2.500) – voor de beste uitvoering van Veroneses Green, het verplichte IVC werk, gecomponeerd door Bart Visman, op tekst van Marc Pantus -  Madison Horman – sopraan (Nieuw-Zeeland, 1996)
Beschikbaar gesteld door André en Josée van Amelsvoort               
-         Prijs Vrienden IVC (€ 1.500) - Elisa Maayeshi – sopraan (Nederland, 2001)
Beschikbaar gesteld door de Stichting Vrienden van de IVC                
-         ANED Fonds Publieksprijs (€ 1.500) - Cláudia Ribas – mezzosopraan (Portugal, 1993)
Beschikbaar gesteld door Annett Andriesen en Edwin Rutten                
-         Persprijs (€ 1.000) - Elisa Maayeshi – sopraan (Nederland, 2001)
Beschikbaar gesteld door Van der Linden Fonds                
-         Junior Jury Prijs (€ 1.000) -  Cláudia Ribas – mezzosopraan (Portugal, 1993)
Beschikbaar gesteld door Nelissen-Smit Fonds               
-         Engagementsprijs Nederlandse Händelvereniging -   Oleh Lebedyev – bariton (Oekraïne, 1995) en Elisa Maayeshi – sopraan (Nederland, 2001)

56ste IVC LiedDuo
Staetshuys Fonds Prijs € 3.500 Daria Brusova, sopraan (Rusland, 1997) & Mark Vaza, pianist (Rusland, 1999) en Marie Maidowski, sopraan (Duitsland, 1998) & Youngseob Jeon, pianist (Zuid-Korea, 1989)
Van Riemsdijk Prijs € 2.500 (beste uitvoering Veronese’s Green)  Giacomo Schmidt, bariton (Duitsland, 1997) & Jong Sun Woo, piano (Zuid-Korea, 1992)
Van Amelsvoort Prijs € 2.500 (beste uitvoering compositie vrouwelijke componist) Marie Maidowski, sopraan (Duitsland, 1998) & Youngseob Jeon, piano (Zuid-Korea, 1989) 
Prijs Vrienden IVC € 2.000 Vinicius Costa da Silva, bas-bariton (Brazilië, 1995) & Pierre-Nicolas Colombat, piano (Frankrijk, 1992)
Rudolf Jansen Prijs € 1.500 Mark Vaza, piano (Rusland, 1999)
ANED Fonds Publieksprijs € 1.500 Giacomo Schmidt, bariton (Duitsland, 1997) & Jong Sun Woo, piano (Zuid-Korea, 1992)
Pers Prijs € 1.000 Annabel Kennedy, mezzosopraan (Verenigd Koninkrijk 1997) & Ana Manastireanu, piano (Roemenië, 1995)
Junior Jury Prijs € 500 Annabel Kennedy, mezzosopraan (Verenigd Koninkrijk 1997) & Ana Manastireanu, piano (Roemenië, 1995) 
Engagementsprijs Internationaal Lied Festival Zeist Giacomo Schmidt, bariton (Duitsland, 1997) & Jong Sun Woo, piano (Zuid-Korea, 1992)
Engagementsprijs Vrienden van het Lied Elenora Hu, sopraan (Nederland, 1995) & Amy Chang, piano (Nieuw-Zeeland, 1994)

55ste IVC Opera|Oratorium 2022
Grand Prix van de stad ‘s-Hertogenbosch (€ 7.500) Andrei Danilov, tenor (Rusland, 1988)
Opera Prize (€ 7.500) – eerste Prijs in de categorie Opera Andrei Danilov, tenor (Rusland, 1988)
Toonkunst Oratorium Prijs (€ 7.500) – eerste Prijs in de categorie Oratorium Bella Adamova, mezzosopraan (Tsjechië, 1992)
Staetshuys Fonds Prijs (€ 3.500) – tweede Prijs in de Opera- of Oratorium categorie Stanislaw Napierala, tenor (Polen, 1997)
Wagner Prijs Nederland (€ 3.000 + € 2.000 beurs voor Wagnerstudies) Silvia Sequeira, sopraan (Portugal 1992)
Prijs voor Jong Talent van de Provincie Noord-Brabant (€ 3.500) – voor de beste zanger van 24 jaar of jonger  Yurii Strakhov, bariton (Oekraïne, 2002)
Van Riemsdijk Prijs (€ 2.500) – voor de beste uitvoering van Het goud van Vermeer Linsey Coppens, mezzosopraan (België, 1993)
Marianne Blok Prijs (€ 2.000) – voor de meest expressieve coloratuur sopraan Xueli Zhou, sopraan (China, 1992) 
IVC Vrienden Prijs (€ 1.500) Irene Hoogveld, sopraan (Nederland, 1992)  
ANED Fonds Publieksprijs (€ 1.500) Silvia Sequeira, sopraan (Portugal 1992)
54ste IVC LiedDuo 2021
Eugène Pannebakker LiedDuo Prijs ( € 7.500) Arvid Fagerfjäll, bariton (Zweden, 1991) & Hikaru Kanki, piano (Japan, 1993)
Staetshuys Fonds Prijs (€ 3.500) Sophia Burgos, sopraan (USA, 1991) & Daniel Gerzenberg, piano (Duitsland, 1991) 
Van Riemsdijk Prijs (beste uitvoering IVC Prijslied) € 2.500 Sophia Burgos, sopraan ((USA, 1991) & Daniel Gerzenberg, piano (Duitsland, 1991) 
IVC Vriendenprijs (€ 2.000) Ekataryna Chayka-Rubenstein, mezzosopraan (Duitsland, 1998) & Maria Yulin, piano (Israel, 1988) 
Rudolf Jansen Prijs (beste pianist tijdens de finale) € 1.500 Hikaru Kanki, piano 
Edwin Rutten & Annett Andriesen Publieksprijs (€ 1.500) Matthias Hoffmann, bas-bariton (Oostenrijk, 1991) & Lisa Ochsendorf, piano (Litouwen, 1996) 
Pers Prijs (€ 1.000) Ilja Aksionov, tenor. (Litouwen, 1996) & Gustas Raudonius, piano (Litouwen, 1996) 
Junior Jury Prijs (€ 500) Matthias Hoffmann, bas-bariton (Oostenrijk, 1991) & Lisa Ochsendorf, piano (Litouwen, 1996) 

53ste IVC LiedDuo 2019
Eugène Pannebakker LiedDuo Prijs (€ 7.500) Ema Nikolovska, mezzosopraan (Canada, 1993) & Michael Sikich, piano (USA, 1993) 
"Oh che tranquillo mar" Prijs (IVC Prijslied) (€ 1.750) Harriet Burns, sopraan (Verenigd Koninkrijk, 1989) & Ian Tindale, piano (Verenigd Koninkrijk, 1990) 
Rudolf Jansen Prijs (€ 1.500) Gary Beecher, piano (Ierland, 1993) 
Edwin Rutten & Annett Andriesen Publieksprijs (€ 1.500) Esther Valentin, mezzosopraan (Duitsland 1993) & Anastasia Grishutina, piano (Rusland, 1988) 
IVC Vriendenprijs (€ 2.000) Vincent Kusters, bariton (Nederland, 1991) & Charlie Bo Meijering, piano (Nederland, 1987) 
Pers Prijs (€1.000) Esther Valentin, mezzosopraan (Duitsland, 1993) & Anastasia Grishutina, piano (Rusland, 1988) 
Junior Jury Prijs (€ 500) Esther Valentin, mezzosopraan (Duitsland, 1993) & Anastasia Grishutina, piano (Rusland, 1988)  

### 52ste IVC Opera | Oratorium 2018
Grand Prix van de stad ’s-Hertogenbosch € 7.500
Josh Lovell – tenor (Canada, 1991)
Operaprijs € 7.500
Josh Lovell – tenor (Canada, 1991)
Toonkunst Oratoriumprijs € 7.500
Rosina Fabius – mezzosopraan (Nederland, 1990)
Wagnerprijs Nederland € 5.000
Claire Barnett-Jones – mezzosopraan (Groot-Brittannië, 1990)
Prijs voor Jong Talent van de Provincie Noord-Brabant € 3.500
Stefan Astakhov – bariton (Duitsland, 1997)
Dioraphte Award € 3.000
Voor beste vertolking van het plichtwerk van componist Sylvia Maessen
Marie Perbost – sopraan (Frankrijk, 1989)
Prijs van de Vrienden van het IVC € 1.500
Leonie van Rheden – mezzosopraan (Nederland, 1989)
Publieksprijs € 1.500
Nina van Essen – mezzosopraan (Nederland, 1994)
Persprijs € 1.000
Katia Ledoux – mezzosopraan (Frankrijk, 1990)
Junior Juryprijs € 500
Claire Barnett-Jones – mezzosopraan (Groot-Brittannië, 1990)
Annett Concertprijs – concert in China
Nina van Essen – mezzosopraan (Nederland, 1994)
He Wu – sopraan (China, 1989)
Stipendium Wagner Genootschap Nederland
Helena Koonings - sopraan (Nederland, 1991)

### 51ste IVC Opera I Oratorium 2017
Grand Prix 's-Hertogenbosch:
Yajie Zhang (mezzosopraan, China, 1992)
Opera Prijs (€ 7500):
Yajie Zhang (mezzosopraan, China, 1992)
Toonkunst Oratorium Prijs (€ 7500):
Anna Harvey (mezzosopraan, Verenigd Koninkrijk, 1987)
Arleen Auger Allround Prijs (€ 5000):
Anton Kuzenok (tenor, Rusland, 1991)
Wagnerprijs van Nederland (€ 5000):
Eunkyong Lim (mezzosopraan, Zuid-Korea, 1985)
Prijs van de Provincie Noord-Brabant voor Jong Talent (€ 3500):
Yongxi Chen (tenor, China, 1992)
Opera Nederland Prijs (€ 2500):
Nikki Treurniet (sopraan, Nederland, 1989)
Dioraphte Award (€ 1750) Voor beste vertolking van het verplichte werk 'Lunam ne quidem Lunam' van componist Monique Krüs:
Kinga Borowska (mezzosopraan, Polen, 1986)
Prijs van de Vrienden van het IVC (€ 1500):
David Fischer (tenor, Duitsland, 1991)
Publieksprijs (€ 1250):
Anna Harvey (mezzosopraan, Verenigd Koninkrijk, 1987)
Persprijs (€ 1000):
Anton Kuzenok (tenor, Rusland, 1991)
Junior Jury Prijs (€ 500):
Yajie Zhang (mezzosopraan, China, 1992)
Omroep MAX Jong Talent Prijs:
Nikki Treurniet (sopraan, Nederland, 1989)
Prijs Nederlandse Händel Vereniging:
Nikki Treurniet (sopraan, Nederland, 1989) - Andrew Wise Award
Dominic Barberi (bas, Verenigd Koninkrijk, 1988) - Händel Choir Award
David Fischer (tenor, Duitsland, 1991) - Concert bij de Nederlandse Händelvereniging
Annett Concert Prijs, Engagement in China:
Nikki Treurniet (sopraan, Nederland, 1989)
Momoko Nakajima (sopraan, Japan, 1990)

### 51ste IVC LiedDuo 2016
Adèle Charvet, mezzosopraan (1993, Frankrijk) & Florian Caroubi, piano (1989, Frankrijk:
Eugène Pannebakker Lied Duo Prijs, Dioraphte Award, Persprijs, Junior Jury Prijs, Prijs Vrienden van het Lied, MAX Jong Talent prijs (concertopname)
Henry Neill, bariton (1988, Groot-Brittannië) & Frederick Brown, piano (1989, Groot-Brittannië): Publieksprijs
Michael Wilmering, bariton (1988, Nederland) & Javier Rameix, piano (1991, Venezuela): Vriendenprijs van het IVC
| Jaar | Editie | 1e prijs                       | 2e prijs                                                     | 3e prijs                     |
| ---- | ------ | ------------------------------ | ------------------------------------------------------------ | ---------------------------- |
| 2014 | 50     | Andrew Haji (Canada)           |                                                              |                              |
| 2012 | 49     | Nadine Koutcher (Wit-Rusland)  |                                                              |                              |
| 2010 | 48     | Daniela Köhler (Duitsland)     |                                                              | Jeanine De Bique (Trinidad)  |
| 2008 | 47     | Han Sung Yoo (Korea)           |                                                              |                              |
| 2006 | 46     | Joshua Ellicott (Engeland)     | Kinga Dobay (Duitsland)                                      | Robin Tritschler (Ierland    |
| 2004 | 45     | Measha Brueggergosman (Canada) | Cora Burggraaf (Nederland)                                   | Irina Iordachescu (Roemenië) |
| 2002 | 44     | Lenneke Ruiten (Nederland)     |                                                              |                              |
| 2000 | 43     | Veronica Amarres (Rusland)     | Matjaz Robavs (Slovenië), Steven Hans Voschezang (Nederland) |                              |

### 1990-1999
| Jaar | Editie | 1e prijs                                                                            | 2e prijs                                                                   | 3e prijs                                                  |
| ---- | ------ | ----------------------------------------------------------------------------------- | -------------------------------------------------------------------------- | --------------------------------------------------------- |
| 1998 | 42     |                                                                                     | Oana Andra (Roemenië) PierreYves Pruvot (Frankrijk) Ouana Andra (Roemenië) |                                                           |
| 1996 | 41     | Johnny Maldonado (Verenigde Staten), Kyoko Saito (Japan-Verenigde Staten)           |                                                                            |                                                           |
| 1994 | 40     | Sophie Koch (Frankrijk) James Oxley (Verenigd Koninkrijk) Leonardo de Lisi (Italië) | Karina Gauvin (Canada) Sarah Connolly (Verenigd Koninkrijk)                |                                                           |
| 1992 | 39     | Angelina Ruzzafante (Nederland) Yue Liu (China)                                     | Cornelia Hops (Oostenrijk)                                                 | Catherine Macphail (Frankrijk) Etsuko Matshushita (Japan) |
| 1991 | 38     | Ralf Lukas (Duitsland) Petra Lang (Duitsland)                                       |                                                                            |                                                           |
| 1990 | 37     | Oleg Malikov (Rusland)                                                              | Katsunori Kono (Japan)                                                     |                                                           |

### 1980-1989
| Jaar | Editie | 1e prijs | 2e prijs |
| ---- | ------ | --- | --- |
| 1989 | 36     | Yvi Jänicke (Duitsland) | |
| 1988 | 35     | Ruth Ziesak (Duitsland) Adrienne Pieczonka (Canada) | |
| 1987 | 34     | Fiona Cameron (Verenigd Koninkrijk) | |
| 1986 | 33     | Qing Miao (China) | Math Dirks (Nederland)                                                                                           |
| 1985 | 32     | Alexander Naumenko (Rusland) Leontina Vaduva (Roemenië) Jenny Miller (Verenigde Staten)                                                                | |
| 1984 | 31     | Lani Poulson (Verenigde Staten) Thomas Mohr (Duitsland)                                                                                                | |
| 1983 | 30     | Judith Malafronte (Verenigde Staten) | Alison Pearce (Verenigd Koninkrijk)                                                                              |
| 1982 | 29     | Elzbieta Szmytka (Polen) Anna Caleb (Ierland) Shihomi Inoue-Heller (Japan)                                                                             | Nadia Tsvetkova (Bulgarije) Ildiko Komlosf (Finland) homas Dewald (Duitsland) Steven Rickards (Verenigde Staten) |
| 1981 | 28     | Anne Dawson (Verenigd Koninkrijk) Tatjana Cherkasova (Rusland) Howard Haskin (Verenigde Staten) Jean Niroët (Frankrijk) Jan Opalach (Verenigde Staten) | Anne Marie Dur (Nederland) Patricia Rozario (Verenigd Koninkrijk) Wolfgang Holzmair (Oostenrijk)                 |
| 1980 | 27     | Lynda Russell (Verenigd Koninkrijk) Thomas Hampson (Verenigde Staten) Mariana Cioromila (Roemenië) Thomas Wilcox (Verenigde Staten)                    | |

### 1970-1979
| Jaar | Editie | 1e prijs | 2e prijs |
| ---- | ------ | --- | --- |
| 1979 | 26     | Nelly Miricioiù (Roemenië)                                                                                   | |
| 1978 | 25     | Larissa Shevchenko (Rusland) David James (Verenigd Koninkrijk) Ingemar Korjus (Canada)                       | Jard van Nes (Nederland) |
| 1977 | 24     | Linda Finnie (Verenigd Koninkrijk) Raili Viljakainen (Finland William Elvin (Verenigd Koninkrijk)            | |
| 1976 | 23     | Mitsuko Shirai (Japan)                                                                                       | |
| 1975 | 22     | Vladimir Pankratov (Rusland) Maria Venuti (Duitsland) Patricia Price (Verenigd Koninkrijk)                   | Alieja Swiatek-Hatusik (Polen) Christiane Baumann (Duitsland) Marie Laferriére (Canada) Mina Terentieva (Rusland) Rosendo F. Dacal (Rusland) Andreu Belton (Verenigd Koninkrijk) Heiner Eckels (Duitsland) |
| 1974 | 21     | Nadezda Vainer (Rusland) La Verne Williams (Verenigde Staten)                                                | Ruzanna Lissitzian (Rusland) Valerie Popova (Bulgarije Berthold Possemeyer (Duitsland) Andrew Knight (Verenigd Koninkrijk)                                                                                 |
| 1973 | 20     | Adrienne Csengery (Hongarije) Cornelia Pop (Roemenië)                                                        | Stefanie Toczyska (Polen) Vibeke Bjelke (Denemarken) Antonius Nicolescu (Roemenië) James Wagner (Verenigd Koninkrijk) Peter Tschaplik (Duitsland)                                                          |
| 1972 | 19     | Patricia Payne (Verenigd Koninkrijk) Gerda Spireanu (Roemenië) Robert Currier Christesen (Verenigde Staten)  | Nina Stefanova (Roemenië) Adelheid Krauss (Duitsland) Gheorge Emil Crâsnaru (Roemenië) Jacques Bona (Frankrijk) Eduard Tumageanian (Roemenië)                                                              |
| 1971 | 18     | Horiana Bránisteanu (Roemenië) Yuko Tsuji (Oostenrijk) Robert Holl (Nederland) Thomas Thomaschke (Duitsland) | Wilford Evans (Verenigd Koninkrijk) |
| 1970 | 17     | Shuichi Takahashi (Japan) Sona Ghazarian (Libanon) Christiane Issartel (Frankrijk)                           | Georgette Sezonov (Verenigde Staten) Helen Attfield (Verenigd Koninkrijk) Charles Corp (Verenigd Koninkrijk) Soto Papulkas (Griekenland)                                                                   |

### 1960-1969
| Jaar | Editie | 1e prijs | 2e prijs |
| ---- | ------ | --- | --- |
| 1969 | 16     | Maria Slatinaru (Roemenië) Else Paaske (Denemarken) Walker Wyatt (Verenigde Staten) | Leslie Johnson (Verenigde Staten) Karl Markus (Duitsland) Hubert Waber (Nederland) Maurice Brown (Canada)                                                                             |
| 1968 | 15     | Hans-George Dahmen (Duitsland) Csilla Zentai (Hongarije) Angela Beale (Verenigd Koninkrijk) }Wendy Eathorne (Verenigd Koninkrijk) Ria Bollen (België) Oriel Sutherland (Verenigd Koninkrijk) Ilie Baciu (Roemenië) | |
| 1967 | 14     | Louis Williams (Verenigde Staten) Stefanka Popangelova (Bulgarije) | Sally Le Sage (Verenigd Koninkrijk) Heljä Angervo (Finland) Nigel Wickens (Verenigd Koninkrijk) Josef Loibl (Duitsland)                                                               |
| 1966 | 13     | Marina Krilovici (Roemenië) Ludovic Spiess (Roemenië) | Ana Maria Miranda (Argentinië) Norma Lerer (Argentinië) Marco Bakker (Nederland) |
| 1965 | 12     | Viorica Cortez (Roemenië) Ileana Cotrubas (Roemenië) Siegmund Nimsgern (Duitsland) | Faith Pulston Jones (Verenigd Koninkrijk) Pompeiu Harasteanu (Roemenië) |
| 1964 | 11     | Janka Békas (Hongarije) Borena Kinas-Mikolajczak (Polen) | Marie Hayward (Verenigd Koninkrijk) Anne Malewicz-Madey (Polen) Geoffry Shovelton (Verenigd Koninkrijk) Patrick Costeloe (Ierland)                                                    |
| 1963 | 10     | Dan Iordachescu (Roemenië) Margaret Duckworth (Verenigd Koninkrijk) | Rina Cornelissens (Nederland) Eva Debrowska (Polen) Lucienne van Deyck (België) Jean Jacques Schreurs (België) Antoni Dutkiewicz (Polen) Peter Leeming (Verenigd Koninkrijk)          |
| 1962 | 9      | Jules Bastin (België) Zofia Anna Wilma (Polen) | Julijana Anastasijevic (Joegoslavië) Frederick Gersten (Verenigde Staten) Richard Novák (Tsjechoslowakije)                                                                            |
| 1961 | 8      | Thomas Carey (Verenigde Staten) Yvonne Minton (Australië) Alfons Bartha (Hongarije) | Olga Maddalena (Italië) Karin Oster (Nederland) Margaret Duckworth (Verenigd Koninkrijk) Kenneth John Bowen (Verenigd Koninkrijk) Hendrik Smit (Canada) John Wiles (Verenigde Staten) |
| 1960 | 7      | Karoly Schmidt (Hongarije) Lisé Arséquet (Frankrijk) Irene Mierzwiak (Polen) John Wakefield (Verenigd Koninkrijk)                                                                                                  | Sigurdur Björnsson (IJsland) Bert Olsson (Nederland) |

### 1954-1959
| Jaar | Editie | 1e prijs | 2e prijs |
| ---- | ------ | --- | --- |
| 1959 | 6      | Arthur Loosli (Zwitserland) Zofia Janukowicz (Polen) Mariëtte Dierckx (België)                                      | Maya Breier (Duitsland) Lia Rottier (België) Juliana Falk (Hongarije) Djurdjevka Cakarevic (Joegoslavië) Harold Gray (Verenigd Koninkrijk) |
| 1958 | 5      | Elisabeth Simon (Verenigd Koninkrijk) Ranken Bushby (Verenigd Koninkrijk)                                           | Halina Slonicka (Polen) Maria Antonietta Sighele (Italië) Aurelio Estanisko (PH) Bernard Kruysen (Nederland)                               |
| 1957 | 4      | Maria van Dongen (Nederland)                                                                                        | Valerie Cardnell (Verenigd Koninkrijk) Ranken Bushby (Verenigd Koninkrijk) Derek Stroud (Verenigd Koninkrijk)                              |
| 1956 | 3      | Elly Ameling (Nederland) Adna Graham (Verenigd Koninkrijk) Halina Lukomska (Polen) Ladeslav Mraz (Tsjechoslowakije) | George David Galliver (Verenigd Koninkrijk) Günther Wilhelms (Duitsland)                                                                   |
| 1955 | 2      | Eva Bornemann (Duitsland) Jean Capiaux (Frankrijk)                                                                  | Arjan Blanken (Nederland) Willem van der Sluys (Nederland) Haasteren van Albert (Nederland)                                                |
| 1954 | 1      | Annette de la Bije (Nederland), Aukje Karsemeyer (Nederland), Hans Wilbrink (Nederland), Frans Meulemans (België)   | Henriëtte Willems (België), Tim Jacobs (Nederland)                                                                                         |